# Probabilidad a posteriori
En estadística bayesiana, la probabilidad condicional Inversa  de un evento aleatorio es la probabilidad condicional que es asignada después de que la evidencia es tomada en cuenta.

## Definición
Teniendo la creencia a priori de que la función de distribución de probabilidad es {\displaystyle p(\theta )} y de que una observación {\displaystyle X} con la verosimilitud {\displaystyle p(X|\theta )}, la probabilidad condicional inversa es definida como {\displaystyle p(\theta |X)} {\displaystyle \propto } {\displaystyle p(\theta )p(X|\theta )}.

## Ejemplo
Supóngase un colegio mixto donde el 60% de los estudiantes son chicos y el 40% son chicas. Las chicas llevan pantalón o falda en probabilidades iguales; los chicos siempre llevan pantalones. Un observador ve desde lejos a un estudiante aleatorio; lo único que puede distinguir el observador es que el o la estudiante lleva pantalones. ¿Cuál es la probabilidad de que sea una chica? La respuesta correcta se puede hallar usando el Teorema de Bayes.
El evento A es que el estudiante observado sea una chica, mientras que el evento B es que el estudiante observado lleva pantalones. Para hallar P(A|B), primero necesitamos saber:
- P(A), o la probabilidad de que el estudiante sea una chica a pesar de cualquier otra información. Ya que el observador ve un estudiante aleatorio, y dado que todos los estudiantes tienen la misma probabilidad de ser observados, y el porcentaje de chicas entre los estudiantes es el 40%, esta probabilidad es 0,4.
- P(A'), o la probabilidad de que el estudiante observado sea un chico a pesar de cualquier otra información (A' es el complementario del evento A). Esto es el 60%, o 0,6.
- P(B|A), o la probabilidad de que el estudiante lleve pantalones siendo una chica. Como tienen la misma probabilidad de llevar falda o pantalones, esto es 0,5.
- P(B|A'), o la probabilidad de que el estudiante lleve pantalones siendo un chico. Esto es 1.
- P(B), o la probabilidad de que un estudiante (aleatorio) lleve pantalones. Dado que P(B) = P(B|A)P(A) + P(B|A')P(A'), esto es 0,5×0,4 + 1×0,6 = 0,8.

Dados todos estos datos, la probabilidad de que el observador haya visto a una chica habiendo observado que lleva pantalones puede ser calculada sustituyendo estos valores en la fórmula:
{\displaystyle P(A|B)={\frac {P(B|A)P(A)}{P(B)}}={\frac {0,5\times 0,4}{0,8}}=0,25.}